# Russell-Gletscher (Alaska)
Der Russell-Gletscher ist ein Gletscher an der Nordflanke der Eliaskette im US-Bundesstaat Alaska.
Der Russell-Gletscher strömt von der Nordflanke des Mount Bona 31 km in nördlicher Richtung und endet auf einer Höhe von etwa 1350 m. Der White River, ein Nebenfluss des Yukon River, wird vom Gletscher gespeist. An der Westseite der Gletscherzunge befindet sich der Upper Skolai Lake, der über den Skolai Creek zum Nizina River abfließt.
Der Hauptgletscher des Russell-Gletschers besitzt eine maximale Breite von 2,8 km. Zusammen mit seinen Tributärgletschern bedeckt der Russell-Gletscher eine Fläche von etwa 185 km². 4 km nordöstlich des Mount Bona befindet sich der größtenteils gletscherbedeckte Schichtvulkan Mount Churchill im Übergangsbereich von Russell- und Klutlan-Gletscher.
Benannt wurde der Gletscher 1891 vom U.S. Geological Survey (USGS) nach Israel Cook Russell (1852–1906), einem US-amerikanischen Geologen.